# Косконии
Коскониите (gens Cosconia) са сенаторска фамилия от Древен Рим.
Известни от фамилията:
- Гай Косконий (претор 89 пр.н.е.), претор 89 пр.н.е., проконсул на Илирия 79 пр.н.е.
- Гай Косконий, претор 63 пр.н.е., проконсул в провинция Близка Испания, където през 62 пр.н.е. Публий Вациний e негов легат.
- Гай Косконий (трибун), народен трибун 59 пр.н.е., едил 56 пр.н.е.
- Гай Косконий Калидиан, римски оратор 1 век пр.н.е.
- Коскония Галита, сестра на Сервий Корнелий Лентул Малугиненсис (суфектконсул 10 г.); съпруга на Луций Сей Страбон и вероятно майка на Луций Елий Сеян.
- Косконий Гентиан, управител на провинция Долна Мизия 195-198 г.